# Pireneitega triglochinata
Pireneitega triglochinata là một loài nhện trong họ Amaurobiidae.
Loài này thuộc chi Pireneitega. Pireneitega triglochinata được miêu tả năm 1991 bởi Zhu & Jia-Fu Wang.